# Куренной, Вячеслав Григорьевич
Вячесла́в Григо́рьевич Куренно́й (10 декабря 1932, Москва — 23 декабря 1992, Москва) — советский ватерполист и пловец, серебряный и бронзовый призёр Олимпийских игр. Мастер спорта СССР. Заслуженный мастер спорта.

## Карьера
На своей первой Олимпиаде в 1956 году в составе сборной СССР выиграл бронзовую медаль. На турнире провёл все 7 матчей и забил 2 гола. На следующих Играх СССР завоевал серебро, а Куренной вновь сыграл все 7 матчей и в каждой из трёх первых игр забил по 3 мяча.
В 1954 году на чемпионате Европы по водным видам спорта выиграл бронзовую медаль в плавании, в эстафете 4×200 метров вольным стилем.
Победитель Спартакиады 1956 года в составе сборной Москвы.
Похоронен на Преображенском кладбище.

## Награды
- Орден «Знак Почёта» (16.09.1960) — за успешные выступления в XVII летних и VIII зимних Олимпийских играх 1960 года, а также за выдающиеся спортивные достижения[4]